# SW-handicapsysteem
Het SW-ratingsysteem is een ratingsysteem dat voornamelijk wordt gebruikt voor clubwedstrijden met kleine zeilboten.
De rating is een tijdscorrectie op de gezeilde tijd van een parcours. De gecorrigeerde tijd wordt gebruikt om de prestatie van verschillende zeilboten min of meer te vergelijken onder gelijke omstandigheden. De lijst met SW-getallen wordt jaarlijks bijgewerkt met empirische gegevens van diverse wedstrijden. Er worden uitsluitend Nederlandse wedstrijdresultaten gebruikt. Het SW-systeem is dan ook alleen geldig binnen Nederland. Er zijn correctiefactoren voor het SW-getal beschikbaar als een boot een afwijkende uitrusting heeft, bijvoorbeeld als de boot een spinnaker gebruikt die voor die boot niet standaard is.    

## Hoe het werkt
De SW-ratinggetallen worden beheerd door het Watersportverbond die dat beheer uitbesteed heeft aan Sailsupport, een commerciële organisatie. Veel bij het Watersportverbond aangesloten zeilverenigingen leveren jaarlijks de gegevens aan voor het corrigeren van de SW-lijst. 
Elke boot heeft een SW-getal, snelle boten hebben lage getallen en langzame hebben hoge getallen, bijvoorbeeld een Optimist heeft SW-getal 150 en een Flying Dutchman (FD) een SW-getal van 94. (Dit zijn de echte SW-getallen uit 2008, deze kunnen echter elk jaar aangepast worden.)
In een wedstrijd met een gemengde vloot, worden de gezeilde tijden met de volgende formule gecorrigeerd:
- Gecorrigeerde tijd = Gezeilde tijd × 100 / SW-getal.

waarbij de gezeilde tijd de tijd is die verlopen is tussen start en finish en het SW-getal is het getal dat voor die boot geldt. Elke deelnemende boot heeft een ander SW-getal. De gezeilde tijden van alle boten worden met de formule gecorrigeerd en de gecorrigeerde tijden worden gebruikt om de uitslag van de wedstrijd te bepalen.  
Bijvoorbeeld een Optimist (een kleine jeugdboot geschikt voor zelfbouw) 
heeft een SW-getal van 150 en een Flying Dutchman, 
(een snelle boot) heeft een SW-getal van 94. Als een FD er één uur over 
doet om de finish te bereiken, en de Optimist doet er één uur en vijfendertig minuten over, dan zien hun gecorrigeerde tijden er als volgt uit:
- De FD:    60 minuten × 100 /  94 = 64 minuten.
- Optimist: 95 minuten × 100 / 150 = 63 minuten.

Dus een Optimistenzeiler die veel langer over een wedstrijd doet dan een FD-zeiler kan toch tot winnaar worden uitgeroepen. De SW-getallen zorgen ervoor dat iedereen gelijke kansen heeft om te winnen. Wel moet opgemerkt worden dat de getallen afhankelijk zijn van wat de zeilverenigingen aanleveren. Van boten waarvan al jarenlang gegevens zijn verzameld zijn de SW-getallen uiteraard betrouwbaarder dan van een boot die net nieuw op de markt is.

## Beperkingen
Het SW-systeem is een grof systeem dat geen rekening houdt met specifieke eigenschappen van een boot, bijvoorbeeld de effecten van een bepaalde rompvorm. Ook houdt het geen rekening met de weersomstandigheden en de invloed van golven. 
Een eenvoudig voorbeeld: Boot A planeert door zijn rompvorm en lage gewicht al bij windkracht 3 bft. Zijn concurrent, boot B, een wat zwaardere boot met een iets dieper stekende romp planeert pas bij windkracht 4 bft. Als het 3,5 bft waait gaat A er in plané als een speer vandoor, terwijl B nog rustig water verplaatst. Boot B heeft onder deze omstandigheden geen enkele kans te winnen van boot A, zelfs niet op gecorrigeerde, SW-tijd. 

## Historie
SW betekent "Snelheid Watersport". "Watersport" was eertijds een zelfstandig watersporttijdschrift. Het SW-handicapsysteem was een initiatief van de redactie. Het tijdschrift "Watersport" werd in 1995 overgenomen door het Watersportverbond, waar het enige jaren als huisorgaan functioneerde onder de naam "Watersport Magazine". Het watersportverbond moest toen dus ook het SW-systeem gaan onderhouden en beheren. Ze hebben dit opgelost door het beheer over te dragen aan Sailsupport, die dat tot op de dag van vandaag doet. 

## Andere ratingsystemen
Door de beperkingen van het SW-systeem wordt het voornamelijk gebruikt voor clubwedstrijden met open zwaardboten en kleine jachten. Grotere boten gebruiken vaker het IMS ratingsysteem van het Offshore Racing Congress (ORC) of het ouder en wat eenvoudiger ORC ratingsysteem. Deze systemen houden wel rekening met de rompvorm, weersomstandigheden en nog een groot aantal andere factoren en zijn daarom eerlijker. Ze zijn wel veel moeilijker toe te passen niet in het minst door de ingewikkelde rompmetingen die er voor noodzakelijk zijn.   
Door de kosten die verbonden zijn aan het SW-handicapsysteem zien we een dat kleine, ongebonden verenigingen steeds vaker het gratis Engelse Portsmouth yardstick (PY) ratingsysteem gebruiken. Dit systeem is bovendien wat betrouwbaarder omdat het ook nog enigszins rekening houdt met windsterkte en golven.